# 2014 SC324
2014 SC324 est un astéroïde Apollon de 60 mètres de diamètre qui s'est approché à 580,000 kilomètres de la Terre (environ 1,5 fois la distance Terre-Lune) le 24 octobre 2014 à 19 h 31.